# 医師国会議員の会
医師国会議員の会（いしこっかいぎいんのかい）は、日本の超党派の議員連盟。

## 概要
新型コロナウイルスの世界的流行を受け、医療現場の実情に関する知見の豊富な医師免許をもつ国会議員全員によって2020年4月3日に設立された議員連盟。
日本医師会会長の横倉義武らと意見交換し、政府に「コロナ専門外来の確立」「新型コロナウイルス感染症対策基金の設立」等を求めるとした。

## 所属議員

### 衆議院
- 今枝宗一郎（在宅医、自由民主党)
- 新谷正義（内科医、自由民主党）
- 国光文乃（救急医、自由民主党）
- 仁木博文（産婦人科医、自由民主党）
- 松本尚（救急医学、外傷外科学、消化器外科学、災害医学、自由民主党）
- 安藤高夫（消化器内科、自由民主党）
- 沼崎満子（麻酔科医、公明党）
- 阿部知子（児童精神科医、立憲民主党）
- 岡本充功（内科医、立憲民主党）
- 中島克仁（内科医、立憲民主党）
- 米山隆一（放射線科医・弁護士、立憲民主党）
- 福田徹（救急医、国民民主党）
- 伊東信久（脳神経外科医、整形外科医、形成外科医、日本維新の会）
- 阿部弘樹（公衆衛生、日本維新の会）
- 梅村聡（内科医、日本維新の会）
- 阿部圭史（感染症危機管理、日本維新の会）

### 参議院
- 自見英子[2]（小児科医、自由民主党）
- 桜井充（心療内科医、自由民主党）
- 藤井一博（消化器外科医、自由民主党）
- 古川俊治（外科医・弁護士、自由民主党）
- 星北斗（自由民主党）
- 秋野公造（内分泌科医、公明党）
- 小池晃（消化器内科医、日本共産党）

## 過去の在籍者
- 熊野正士
- 羽生田俊
- 浜田聡
- 三ッ林裕巳
- 吉田統彦